# Douzillac
Douzillac é uma comuna francesa na região administrativa da Nova Aquitânia, no departamento Dordonha. Estende-se por uma área de 16,97 km². Em 2010 a comuna tinha 807 habitantes (densidade: 47,6 hab./km²).